# Автомагистрала D8 (Чехия)
Автомагистрала D8 (на чешки: Dálnice D8), Дрезденска магистрала (на чешки: Drážďanská dálnice), по-рано известна и като Теплицка магистрала (на чешки: Teplická dálnice) е чешки магистрален автомобилен път, който свързва Прага с градовете Теплице, Усти над Лабем и Дрезден. Дължината на пътя е 92,2 км. Част е от европейския автомобилен маршрут E55.

## История
За първи път, план за изграждане на магистрала между Берлин и Прага се появява през октомври 1938 г., скоро след подписването на Мюнхенското споразумение. Строителството така и не започва, тъй като с приоритет е паралелно преминаващата екстериториална магистрала Виена—Вроцлав.
Пътят отново се появява в плановете през 1963 г. В периода 1968 – 1971 г. се провеждат преговори с ГДР за трасето на магистрала, която трябва да свърже двете държави, но и след това строителството не започва.
Първият построен участък от пътя е Ржегловице—Търмице (изграден през 1984 – 1990 г.). Той е свързан с участъка с четири платна от пътя II/613, който през 1997 г. е преименуван на скоростен път R63, а от 1 януари 2016 г. става първокласен път 63. Тези два участъка съединяват градовете Теплице и Усти над Лабем.
Основното строителство се разгръща през 1990-те години и до 2001 г. е напълно готов участъка Прага—Ловосице. По време на наводненията от 2002 г., мостът над Вълтава претърпява щети, и преминаването през него е ограничено за няколко години поради ремонтни работи. В края на 2006 г. е открит участъка от Усти над Лабем (Търмице) до държавната граница с Германия. От немска страна е построен съвместен пропускателен пункт за паспортен контрол, който е премахнат след една година.
През 2007 г. започна строителството на последния участък Ловосице—Ржегловице. Изграждането на няколко пъти е прекъснато поради спорове за влиянието върху околната среда. През 2012 г. е открита част от Ловосице—Билинка.
Автомагистралата сериозно пострадва при наводнението през юни 2013 г. Както и през 2002 г. отново щети претърпява моста над Вълтава (този път не толкова големи), но основният проблем е кално свлачище, което на 7 юни унищожава част от почти построения участък Билинка—Ржегловице. Премахването на последиците от свлачището отнема повече от три години и на 17 декември 2016 г. последният участък е открит. Въпреки това, поради факта, че почвата в района на свлачището е нестабилна, движението там е ограничено – за движение в двете посоки се използва само западната половина.